# Nu mörknar min väg och mitt dagsverk är gjort
"Nu mörknar min väg och mitt dagsverk är gjort" är en av Dan Anderssons efterlämnade dikter, skriven under författarens dödsår 1920.